# عبدالملک عنیزان
عبدالملک عنیزان (عربی: عبد الملك عنيزان؛ زادهٔ ۲۵ فوریهٔ ۱۹۸۹) بازیکن فوتبال اهل سوریه است.
از باشگاه‌هایی که در آن بازی کرده‌است می‌توان به باشگاه ورزشی الجیش اشاره کرد.
وی همچنین در تیم ملی فوتبال سوریه بازی کرده‌است.